# Twierdzenie Baire’a
Twierdzenie Baire’a – twierdzenie w topologii mówiące, że przeliczalna suma zbiorów nigdziegęstych w przestrzeni zupełnej jest zbiorem brzegowym. Twierdzenie to zostało nazwane na cześć francuskiego matematyka René-Louisa Baire’a.

## Twierdzenie
Niech {\displaystyle X} będzie zupełną przestrzenią topologiczną i niech {\displaystyle F_{1},F_{2},\dots \subseteq X} będzie przeliczalną rodziną domkniętych zbiorów nigdziegęstych. Niech {\displaystyle E} oznacza sumę mnogościową tych zbiorów:
{\displaystyle E=F_{1}\cup F_{2}\cup \cdots \cup F_{k}\cup \cdots }
Wówczas {\displaystyle E} jest zbiorem brzegowym.
Równoważnie: Przekrój przeliczalnej rodziny gęstych zbiorów otwartych jest gęsty.
Równoważnie: W przestrzeni zupełnej {\displaystyle \left(X,d\right)} każdy zbiór I kategorii jest brzegowy.
Dowód:
Niech {\displaystyle A} będzie zbiorem I kategorii, czyli {\displaystyle A=\bigcup \limits _{n}A_{n}} gdzie {\displaystyle A_{n}} jest nigdziegęsty dla dowolnego {\displaystyle n\in \mathbb {N} .} Pokażemy, że {\displaystyle A} jest brzegowy, czyli {\displaystyle {\overline {X\backslash A}}=X.}
Niech {\displaystyle K_{0}} będzie dowolną kulą otwartą. Udowodnimy, że {\displaystyle K_{0}\cap (X\backslash A)\neq \emptyset .} Skoro {\displaystyle A_{1}} jest nigdziegęsty, to istnieje kula {\displaystyle K_{1}\subset K_{0},} że {\displaystyle K_{1}\cap A_{1}=\emptyset .} Możemy przyjąć, że {\displaystyle K_{1}} jest kulą domkniętą oraz {\displaystyle \delta (K_{1})<1} (gdzie {\displaystyle \delta } oznacza średnicę zbioru).
Następnie, w kuli {\displaystyle K_{1}} znajdziemy kulę domkniętą {\displaystyle K_{2},} że {\displaystyle K_{2}\cap A_{2}=\emptyset } i {\displaystyle \delta (K_{2})<{\frac {1}{2}}.}
Indukcyjnie, znajdziemy ciąg kul domkniętych {\displaystyle \{K\}_{n}} taki, że: dla dowolnego {\displaystyle n\in \mathbb {N} } mamy: {\displaystyle K_{n}\cap A_{n}=\emptyset ,} {\displaystyle K_{n+1}\subset K_{n},} {\displaystyle \delta (K_{n})<{\frac {1}{n}}.} Z twierdzenia Cantora, mamy:
{\displaystyle \bigcap \limits _{n}K_{n}\neq \emptyset .}
Zatem: {\displaystyle \emptyset \neq \bigcap \limits _{n}K_{n}\subset \bigcap \limits _{n}(X\backslash A_{n})=X\backslash \bigcup \limits _{n}A_{n}=X\backslash A}
oraz
{\displaystyle \bigcap \limits _{n}K_{n}\subset K_{0},}
więc
{\displaystyle \bigcap \limits _{n}K_{n}\subset K_{0}\cap (X\backslash A)\neq \emptyset .} {\displaystyle \square }

## Zastosowania
Twierdzenie Baire’a ma liczne zastosowania. W analizie funkcjonalnej wykorzystuje się je w dowodach takich twierdzeń, jak: twierdzenie o odwzorowaniu otwartym, twierdzenie o wykresie domkniętym, twierdzenie Banacha-Steinhausa.
Z twierdzenia Baire’a wynika także fakt, że każda przestrzeń metryczna zupełna bez punktów izolowanych jest nieprzeliczalna. W szczególności zbiór liczb rzeczywistych jest nieprzeliczalny.

## Dowód Banacha twierdzenia o istnieniu funkcji ciągłych i nieróżniczkowalnych
Stefan Banach użył twierdzenia Baire’a do dowodu istnienia funkcji ciągłych na odcinku {\displaystyle [0,1],} które nie są różniczkowalne w żadnym punkcie swojej dziedziny. Dowód Banacha pokazuje, że zbiór funkcji które mają pochodną w choć jednym punkcie jest I kategorii, tj. jest topologicznie mały.
Dowód. Niech {\displaystyle C[0,1]} oznacza przestrzeń Banacha funkcji ciągłych na odcinku {\displaystyle [0,1]} z normą supremum. Ponadto niech dla wszelkich liczb naturalnych {\displaystyle k\geqslant 1} dany będzie zbiór
{\displaystyle N_{k}=\left\{f\in C[0,1]\colon \,\exists _{x\in [0,1]}\ \forall _{h\neq 0}\ \left|{\frac {f(x+h)-f(x)}{h}}\right|\leqslant k\right\}.}
Zbiory {\displaystyle N_{k}} ({\displaystyle k} jest liczbą naturalną) są domknięte. Istotnie, niech {\displaystyle (f_{n})} będzie ciągiem funkcji ze zbioru {\displaystyle N_{k}} zbieżnym do pewnej funkcji {\displaystyle f\in C[0,1].} Niech {\displaystyle x_{n}} będzie punktem dla którego funkcja {\displaystyle f_{n}} spełnia warunek w definicji zbioru {\displaystyle N_{k}} oraz niech {\displaystyle x_{0}} będzie punktem skupienia ciągu {\displaystyle (x_{n})} (punkt taki istnieje, co wynika z (ciągowej) zwartości odcinka {\displaystyle [0,1]}). Wówczas funkcja graniczna {\displaystyle f} spełnia warunek określający zbiór {\displaystyle N_{k}} w punkcie {\displaystyle x_{0},} tj. {\displaystyle f\in N_{k},} co dowodzi domkniętości.
Niech {\displaystyle A} będzie rodziną funkcji ciągłych, odcinkami liniowych (tj. takich, których wykresami są łamane). Zbiór ten jest gęsty w {\displaystyle C[0,1].} Ponadto każdą funkcję ze zbioru {\displaystyle A,} można aproksymować z dowolną dokładnością funkcjami spoza zbioru {\displaystyle N_{k}.} Wynika stąd, iż
{\displaystyle C[0,1]={\overline {A}}\subseteq {\overline {C[0,1]\setminus N_{k}}}\;\;(k\in \mathbb {N} ),}
co w szczególności implikuje, że każdy ze zbiorów {\displaystyle N_{k}} ma puste wnętrze. Dowodzi to, że zbiory {\displaystyle N_{k}} są brzegowe.
Każdy ze zbiorów {\displaystyle N_{k}} jest domknięty i brzegowy, a więc nigdziegęsty. Z twierdzenia Baire’a wynika, że
{\displaystyle \bigcup _{k=1}^{\infty }N_{k}\neq C[0,1].}
Dla zakończenia dowodu wystarczy zauważyć, że jeżeli funkcja w pewnym punkcie ma skończoną pochodną, to należy do pewnego zbioru {\displaystyle N_{k},} a zatem zbiór funkcji ciągłych na {\displaystyle [0,1]} które mają pochodną w choć jednym punkcie jest pierwszej kategorii. Istnieją więc funkcje ciągłe na odcinku {\displaystyle [0,1]} bez pochodnych w żadnym punkcie. {\displaystyle \square }